# Otehake (rivière)
La rivière Otehake  (en anglais : Otehake River) est un cours d’eau situé dans la région de la West Coast de l’Île du Sud de la Nouvelle-Zélande.

## Géographie
Elle s’écoule vers le nord à travers le  Parc national d'Arthur's Pass et se jette dans le fleuve Taramakau .